# Ліллі Субурґ

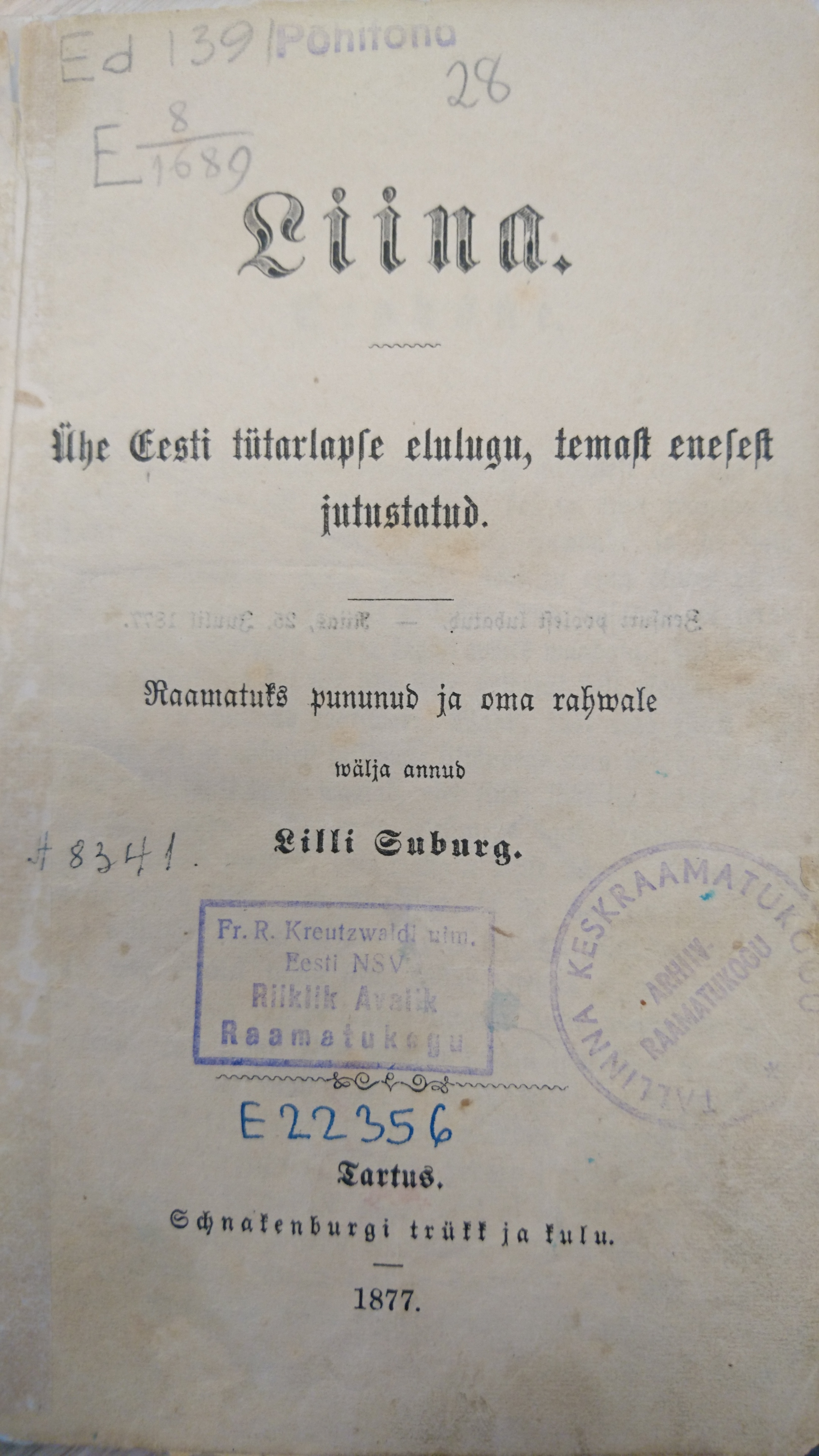
Першодрук короткої новели Liina (1877).

Ліллі Субурґ (ест. Lilli Suburg; 20 липня (1 серпня) 1841, Роуса — 8 лютого 1923, Валга) — естонська журналістка, письменниця та феміністка.

## Життєпис
Навчалась у Вищій школі Пярну, котру не закінчила через поганий стан здоров'я. У 1882 році Ліллі Субурґ організувала приватну німецькомовну початкову школу для естонських дівчаток в Пярну, в 1885 школа переїхала до Вільянді, де кількість учениць зросла до 80. В 1887—1894 роках почала видавати перший естонськомовний жіночий часопис в Естонії «Лінда». Була редакторкою пярнуської газети «Постімеес».
Ніколи не була одружена, удочерила Анну Віґандт (1867—1937).